# NGC 732
NGC 732 је лентикуларна галаксија у сазвежђу Андромеда која се налази на NGC листи објеката дубоког неба.
Деклинација објекта је + 36° 48' 8" а ректасцензија 1h 56m 27,7s. Привидна величина (магнитуда) објекта NGC 732 износи 13,6 а фотографска магнитуда 14,6. NGC 732 је још познат и под ознакама UGC 1406, MCG 6-5-57, MK 1011, IRAS 01535+3633, ARAK 64, CGCG 522-76, PGC 7270.